# 木柵交流道
木柵交流道為臺灣國道三號與國道三號甲線的交流道，位於臺北市文山區，為聯絡國道三號及臺北市區而設立，國道三號指標20k、國道三號甲線指標5k。功能上具有系統交流道的性質，沒有直接連接的平面道路，國道三號甲線東行接國道三號的行車動線，與深坑端西行進入國道三號甲線的行車動線交會。
|  | 20 木柵 |      | 台北      |
|  | 20 木柵 | 深坑 |           |
|  | 5 木柵  |      | 南港 新店 |

## 外部連結
- 國道三號木柵交流道示意圖 （页面存档备份，存于）（交通部高速公路局）